# Andreas Molterer
Andreas „Anderl“ Molterer (8. října 1931 Kitzbühel – 25. října 2023) byl rakouský alpský lyžař.
Na Zimních olympijských hrách v roce 1956 v Cortina d'Ampezzo v Itálii získal stříbro v obřím slalomu a bronz ve sjezdu. V letech 1953, 1955, 1958 a 1959 vyhrál závod Hahnenkamm v Kitzbühelu.
V 50. letech více než 50krát zvítězil v závodech FIS, byl také devětkrát mistrem Rakouska.